# Leppävaara vasútállomás
Leppävaara vasútállomás Finnországban, Espoo településen található.

## Vasútvonalak
Az állomást az alábbi vasútvonalak érintik:
- Helsinki–Turku-vasútvonal

## Kapcsolódó állomások
A vasútállomáshoz az alábbi állomások vannak a legközelebb:
- Mäkkylä vasútállomás (Helsinki Central, L Helsinki - Kirkkonummi, A Helsinki - Leppävaara)
- Kilo vasútállomás (Siuntio vasútállomás, X Helsinki - Siuntio)
- Huopalahti vasútállomás (Helsinki Central, Y Helsinki - Siuntio, X Helsinki - Siuntio, U Helsinki - Kirkkonummi, E Helsinki - Kauklahti)
- Espoo vasútállomás (Siuntio vasútállomás, Y Helsinki - Siuntio)
- Kilo vasútállomás (Kirkkonummi vasútállomás, U Helsinki - Kirkkonummi, L Helsinki - Kirkkonummi)
- Kilo vasútállomás (Kauklahti vasútállomás, E Helsinki - Kauklahti)